# Урбано Ортега
Урбано Ортега (ісп. Urbano Ortega, нар. 22 грудня 1961, Беас-де-Сегура) — іспанський футболіст, що грав на позиції захисника, зокрема за «Барселону», а також за олімпійську збірну Іспанії.
По завершенні ігрової кар'єри — тренер.
Дворазовий чемпіон Іспанії. Триразовий володар Кубка Іспанії. Дворазовий володар Кубка іспанської ліги з футболу. Володар Суперкубка Іспанії з футболу. Володар Кубка Кубків УЄФА. 

## Клубна кар'єра
Народився 22 грудня 1961 року в місті Беас-де-Сегура. Вихованець юнацьких команд клубу «Реал Хаен».
У дорослому футболі дебютував 1979 року виступами за команду «Еспаньйол», в якій провів три сезони, взявши участь у 54 матчах чемпіонату. 
1992 року прийняв пропозицію перейти до «Барселони» і відіграв за головну команду Каталонії наступні дев'ять сезонів. За цей час двічі виборював титул чемпіона Іспанії, тричі ставав володарем Кубка Іспанії, а 1989 року здобув Кубок володарів кубків УЄФА.
1991 року на два сезони повернувся до «Еспаньйола», після чого гарв за «Льєйду», а завершував ігрову кар'єру у складі «Мериди» протягом 1994—1996 років.

## Виступи за збірні
1979 року дебютував у складі юнацької збірної Іспанії (U-18), загалом на юнацькому рівні взяв участь в 11 іграх, відзначившись трьома забитими голами.
Протягом 1980–1983 років залучався до складу молодіжної збірної Іспанії. На молодіжному рівні зіграв у 13 офіційних матчах, забив 2 голи.
З 1980 по 1983 рік  захищав кольори олімпійської збірної Іспанії. У складі цієї команди провів 3 матчі і був учасником  футбольного турніру на Олімпійських іграх 1980 року в Москві.

## Кар'єра тренера
Розпочав тренерську кар'єру, повернувшись до футболу після невеликої перерви, 2003 року, увійшовши до тренерського штабу клубу «Херес», очолюваного його багаторічним партнером по «Барселоні» Естебаном Віго.
В поадьшому асистував Віго в очолюваних ним штабах «Кордови», «Динамо» (Бухарест) та «Льєйди».
Протягом 2007–2008 років тренував команду нижчолігового клубу «Баса».

## Титули і досягнення
- Чемпіон Іспанії (2):

«Барселона»: 1984-1985, 1990-1991
- Володар Кубка Іспанії (3):

«Барселона»: 1982-1983, 1987-1988, 1989-1990
- Володар Кубка іспанської ліги з футболу (2):

«Барселона»: 1983, 1986
- Володар Суперкубка Іспанії з футболу (1):

«Барселона»: 1983
- Володар Кубка Кубків УЄФА (1):

«Барселона»: 1988-1989